# Туркменская письменность
Туркме́нская пи́сьменность — письменность туркменского языка. В настоящее время туркмены Туркменистана и Узбекистана пользуются алфавитом на основе латиницы, а туркмены стран Ближнего и Среднего Востока используют персидский вариант арабского алфавита.

## Арабский алфавит

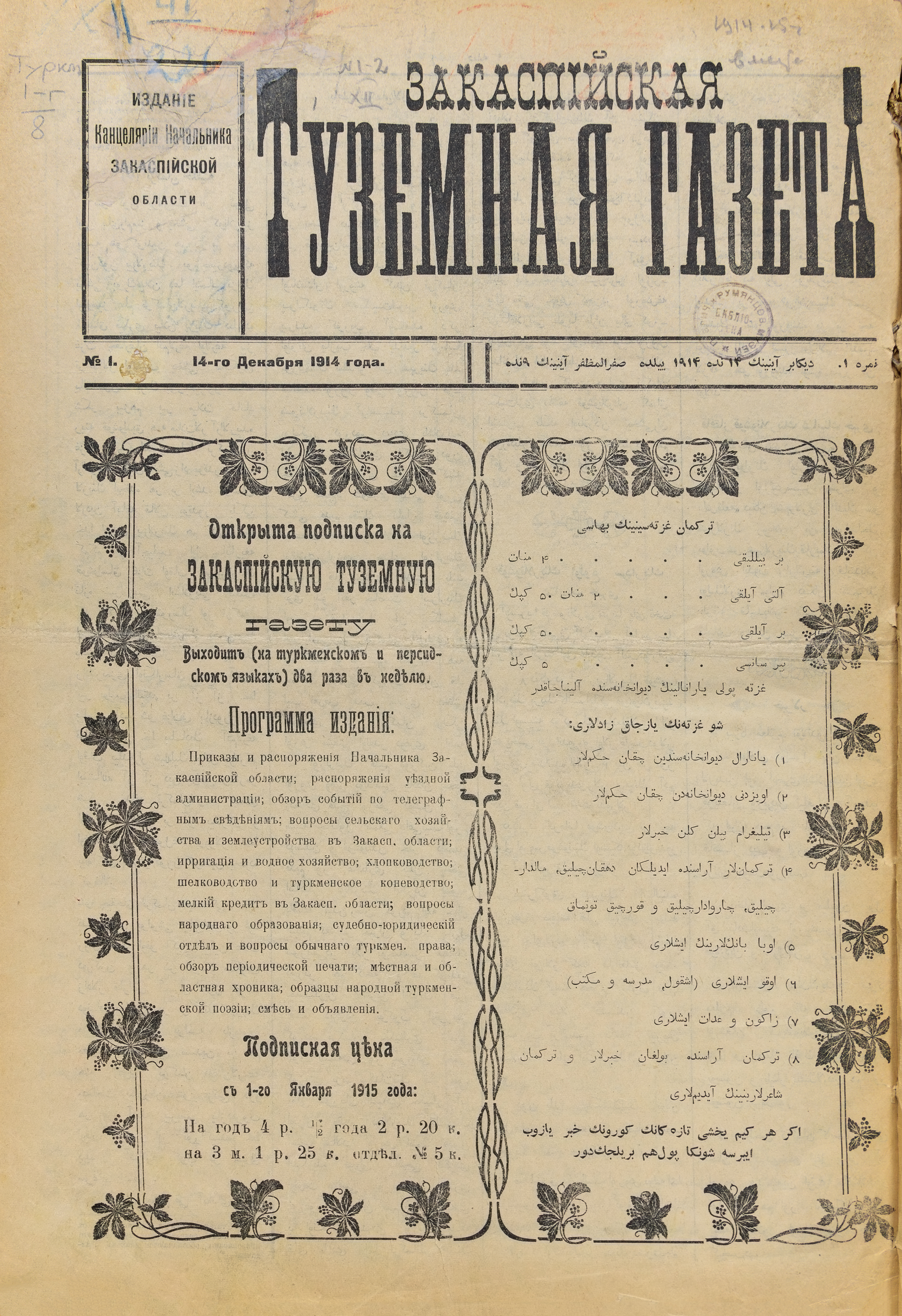
Страница «Закаспийской туземной газеты»

Туркменский письменный язык формировался в XIII—XIV веках. В тот период для записи использовался арабский алфавит. Уже в XVIII веке на туркменском языке существовала богатая литература. Вместе с тем грамотность населения на родном языке даже в конце XIX века составляла менее 1 %, книгоиздание было крайне ограниченным, первый букварь на туркменском языке появился лишь в 1913 году, а первая газета («Закаспийская туземная газета») — в 1914 году.
Арабское письмо не было приспособлено к фонетическим особенностям тюркских языков. Так, в нём не было знаков для обозначения специфических звуков туркменского языка и в то же время было много букв для обозначения арабских звуков, которых не было в туркменском языке.
В первые годы после установления советской власти арабский алфавит туркменов СССР был дважды реформирован — в 1922 и 1925 годах. В ходе реформ были введены буквы с диакритическими знаками для обозначения тюркских фонем и упразднены буквы для звуков, отсутствующих в туркменском языке.
Туркмены Афганистана, Ирака и Ирана по-прежнему пользуются письмом на основе арабского. Арабский алфавит для туркменов Афганистана был утверждён академией наук этой страны в 2020 году.

## Латиница-яналиф
В январе 1925 года на страницах республиканской газеты «Туркменистан» был поднят вопрос о переходе на новый латинизированный алфавит — яналиф. После 1-го Всесоюзного тюркологического съезда в Баку (февраль-март 1926) Государственный Учёный совет при Наркомпросе Туркменской ССР разработал проект нового алфавита. В начале 1927 года этот алфавит был опубликован на страницах прессы. Первый проект туркменского латинизированного алфавита включал следующие буквы: A a, Ə ә, B b, C c, Ç ç, D d, E e, F f, G g, Ƣ ƣ, H h, I i, J j, K k, L l, M m, N n, Ꞑ ꞑ, O o, Ɵɵ ɵɵ, P p, Q q, R r, S s, Ş ş, T t, U u, Y y, V v, X x, Į į, Z z, Ƶ ƶ, ’.
3 января 1928 года доработанный новый латинизированный алфавит был утверждён ЦИК Туркменской ССР. На нём сразу же стала публиковаться часть материалов СМИ, а с сентября 1928 он стал внедрятся и в учебных заведениях. Окончательный переход на новый алфавит во всех официальных сферах был осуществлён к маю 1929 года.
Первоначально в новом алфавите было 40 букв: A a, Aa aa, B в, C c, Ç ç, D d, E e, Ə ә, F f, G g, Ƣ ƣ, H h, I i, Ii ii, J j, K k, L ʟ, M m, N n, Ꞑ ꞑ, O o, Oo oo, Ɵɵ ɵɵ, P p, Q q, R r, S s, Ş ş, T t, U u, Uu uu, V v, X x, Y y, Yy yy, Z z, Ƶ ƶ, Ь ь, Ьь ьь.
Уже в 1930 году на 1-й научной лингвистической конференции диграфы, обозначавшие долгие гласные, были официально исключены из алфавита. В 1934 году решением орфографической комиссии были исключены буквы ƣ и q, а ещё через 2 года — x. Вместо исключённых букв стали использоваться буквы g, k и h соответственно.

## Кириллица
В конце 1930-х годов во всём СССР начался процесс кириллизации письменностей. В январе 1939 года в газете «Sovet Tyrkmenistanь» было опубликовано письмо учителей Ашхабада и Ашхабадского района с инициативой о переводе туркменского письма на кириллическую основу. Президиум Верховного Совета Туркменской ССР поручил НИИ языка и литературы составить проект нового алфавита. В разработке новой письменности также приняли участие преподаватели Ашхабадского пединститута и работники печати. В апреле 1940 года проект алфавита был опубликован (от утверждённого итогового варианта он отличался отсутствием буквы ъ — её роль должен был выполнять апостроф).
В мае 1940 года СНК Туркменской ССР принял постановление о переходе на новый алфавит всех государственных и общественных учреждений с 1 июля 1940 года и о начале преподавания нового алфавита в школах с 1 сентября того же года.
Единственным уточнением, внесённым в туркменский кириллический алфавит позднее, стало изменение местоположения буквы ъ: если первоначально она располагалась после я, то с 1954 года стала располагаться между щ и ы.
Туркменский кириллический алфавит:
| А а | Б б | В в | Г г | Д д | Е е | Ё ё | Ж ж | Җ җ | З з |
| И и | Й й | К к | Л л | М м | Н н | Ң ң | О о | Ө ө | П п |
| Р р | С с | Т т | У у | Ү ү | Ф ф | Х х | Ц ц | Ч ч | Ш ш |
| Щ щ | Ъ ъ | Ы ы | Ь ь | Э э | Ə ә | Ю ю | Я я |     |     |

Туркменский кириллический алфавит был полностью выведен из официальных сфер употребления к 2000 году.

## Современная латиница

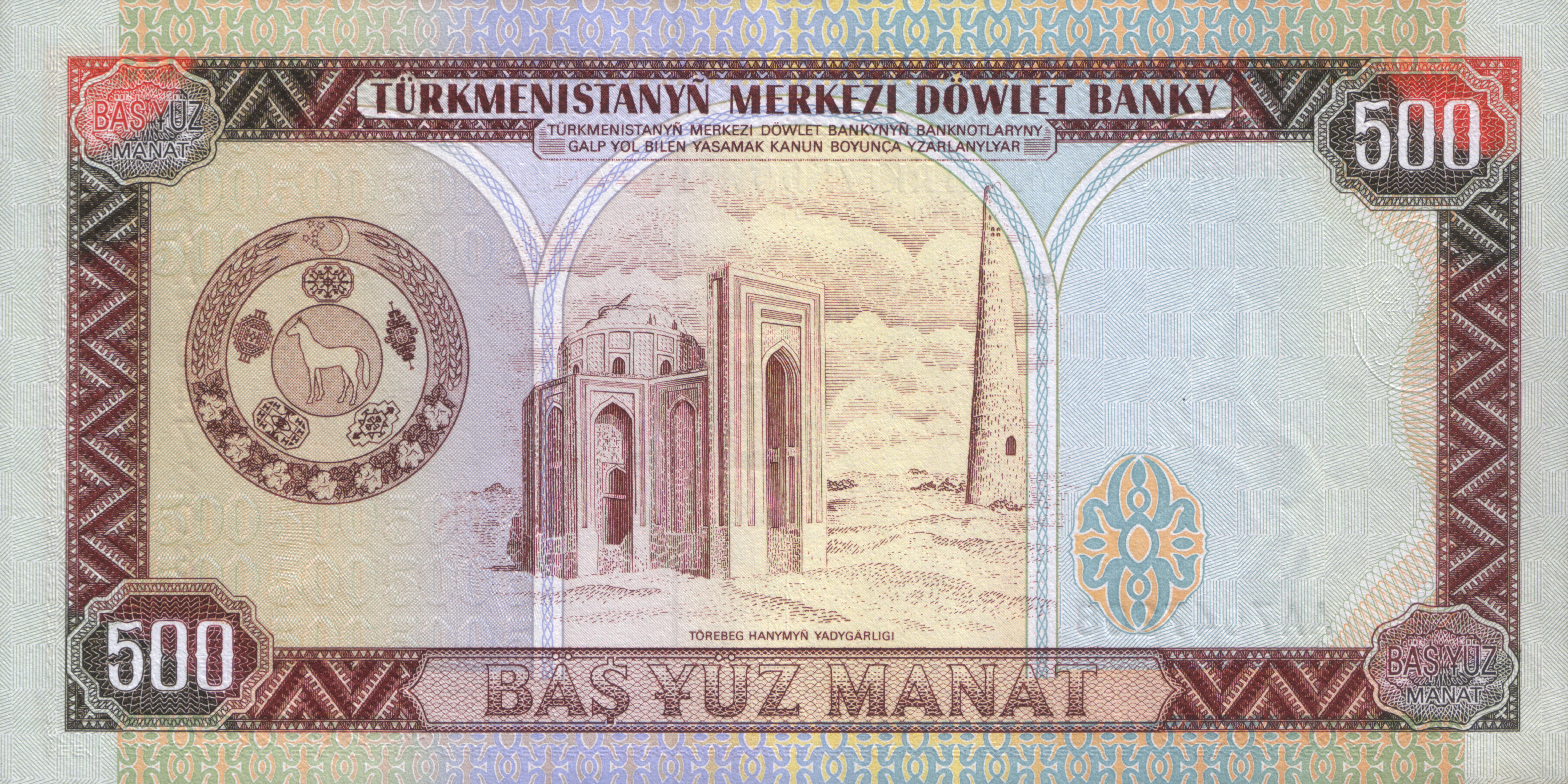
Купюра 500 манат образца 1993 года. В буквенном написании номинала использованы буквы $ и ¥ (BÄ$ ¥ÜZ MANAT)

После распада СССР в начале 1990-х годов в Туркменистане был поднят вопрос о переходе на латинскую письменность. Группа учёных Института языкознания во главе с М. Соеговым разработала первый вариант нового алфавита. Этот проект был опубликован в газете «Түркменистан» 19 августа 1992 года. В том же году был предложен ещё ряд проектов. Туркменский алфавит образца 1992 года имел следующий состав: A a, B b, C c, D d, E e, Ea ea, F f, G g, H h, I i, J j, Jh jh, K k, L l, M m, N n, Ng ng, O o, Q q, P p, R r, S s, Sh sh, T t, Ts ts, U u, V v, W w, X x, Y y, Z z. Особенностью этого проекта стало нетрадиционное использование знаков q, v, x — они должны были заменить кириллические буквы ө, ү, ы соответственно.
В январе 1993 года в Академии наук Туркменистана прошло заседание по вопросу нового алфавита, на котором была сформирована комиссия по разработке алфавита. Председателем комиссии стал С. А. Ниязов. В феврале в прессе был опубликован новый вариант алфавита. 12 апреля 1993 года меджлис утвердил президентский указ о новом алфавите. Новый туркменский алфавит имел следующий состав знаков: Aa Bb Çç Dd Ee Ää Ff Gg Hh Ii Jj £ſ Kk Ll Mm Nn Ññ Oo Öö Pp Rr Ss $¢ Tt Uu Üü Ww Yy ¥ÿ Zz. Особенностью этого алфавита стало использование для обозначения некоторых специфических звуков туркменского языка знаков валют — доллара, йены и фунта.
Вскоре вместо этого алфавита был введён другой вариант, который используется и по настоящее время. С 2000 года этот алфавит стал единственным допустимым во всех официальных сферах Туркменистана.
Современный туркменский алфавит:
| A a | B b | Ç ç | D d | E e | Ä ä | F f | G g | H h | I i |
| J j | Ž ž | K k | L l | M m | N n | Ň ň | O o | Ö ö | P p |
| R r | S s | Ş ş | T t | U u | Ü ü | W w | Y y | Ý ý | Z z |

Перевод туркменского алфавита на латинскую графическую основу был осуществлён без учёта реальных возможностей страны, что отрицательно сказалось на качестве образования. Например первоклассники учили новый латинизированный алфавит, но уже на следующий год были вынуждены учить и кириллический, так как новых учебников для 2-го класса издано не было. Такая ситуация наблюдалась в течение 5—6 лет с момента начала реформы.

## Сравнительная таблица алфавитов
Основные источники:
| Латиница с 1995 | Латиница 1993 | Латиница 1992 | Кириллица 1940—1995 | Латиница 1929—1940 | Арабская графика в СССР (1923—1929) | Арабская графика в Иране | Арабская графика в Афганистане |
| --------------- | ------------- | ------------- | ------------------- | ------------------ | ----------------------------------- | ------------------------ | ------------------------------ |
| Aa              | Aa            | Aa            | Аа                  | Aa                 | آ ع                                 | آ                        | آ                              |
| Bb              | Bb            | Bb            | Бб                  | Bʙ                 | ب                                   | ب                        | ب                              |
| Çç              | Çç            | Cc            | Чч                  | Cc                 | چ                                   | چ                        | چ                              |
| Dd              | Dd            | Dd            | Дд                  | Dd                 | د                                   | د                        | د                              |
| Ее              | Ее            | Ее            | Ее Ээ               | Ее                 | ٱ                                   | اِ / ه                    | ا ه                            |
| Ää              | Ää            | Ea ea         | Әә                  | Əə                 | أ                                   | أ                        | أ                              |
| Ff              | Ff            | Ff            | Фф                  | Ff                 | ف                                   | ف                        | ف                              |
| Gg              | Gg            | Gg            | Гг                  | Gg Ƣƣ              | گ                                   | ق غ گ                    | غ گ                            |
| Hh              | Hh            | Hh            | Хх                  | Hh Xx              | خ                                   | خ ٥ ح                    | خ ٥ ح                          |
| Ii              | Ii            | Ii            | Ии                  | Ii                 | ى                                   | اى                       | ي                              |
| Jj              | Jj            | Jj            | Җҗ                  | Çç                 | ج                                   | ج                        | ج                              |
| Žž              | £ſ            | Jh jh         | Жж                  | Ƶƶ                 | ژ                                   | ژ                        | ژ                              |
| Kk              | Kk            | Kk            | Кк                  | Kk Qq              | ک ق                                 | ق ك                      | ق ک                            |
| Ll              | Ll            | Ll            | Лл                  | Lʟ                 | ل                                   | ل                        | ل                              |
| Mm              | Mm            | Mm            | Мм                  | Mm                 | م                                   | م                        | م                              |
| Nn              | Nn            | Nn            | Нн                  | Nn                 | ن                                   | ن                        | ن                              |
| Ňň              | Ññ            | Ng ng         | Ңң                  | Ꞑꞑ                 | ڭ                                   | نگ                       | ݩ                              |
| Oo              | Oo            | Oo            | Оо                  | Оо                 | او                                  | اوْ / وْ                   | وْ                              |
| Öö              | Öö            | Qq            | Өө                  | Ɵɵ                 | اۇ                                  | اؤ / ؤ                   | وٴ                             |
| Pp              | Pp            | Pp            | Пп                  | Pp                 | پ                                   | پ                        | پ                              |
| Rr              | Rr            | Rr            | Рр                  | Rr                 | ر                                   | ر                        | ر                              |
| Ss              | Ss            | Ss            | Сс                  | Ss                 | ث س ص                               | ث س ص                    | ث س ص                          |
| Şş              | $¢            | Sh sh         | Шш                  | Şş                 | ش                                   | ش                        | ش                              |
| Tt              | Tt            | Tt            | Тт                  | Тт                 | ط ت                                 | ت                        | ط ت                            |
| Uu              | Uu            | Uu            | Уу                  | Uu                 | او                                  | او / ُو                   | ۉ                              |
| Üü              | Üü            | Vv            | Үү                  | Yy                 | اۇ                                  | اۆ / ۆ                   | ۆ                              |
| Ww              | Ww            | Ww            | Вв                  | Vv                 | و                                   | و                        | و                              |
| Yy              | Yy            | Xx            | Ыы                  | Ьь                 | ى                                   | ایٛ                       | ې                              |
| Ýý              | ¥ÿ            | Yy            | Йй                  | Jj                 | ﻳ                                   | ی                        | ی                              |
| Zz              | Zz            | Zz            | Зз                  | Zz                 | ظ ض ذ ز                             | ظ ض ذ ز                  | ذ ز ض                          |
|                 |               |               | Ёё                  |                    |                                     |                          |                                |
|                 |               | Ts ts         | Цц                  |                    |                                     |                          |                                |
|                 |               |               | Щщ                  |                    |                                     |                          |                                |
|                 |               |               | Ъъ                  |                    |                                     |                          |                                |
|                 |               |               | Ьь                  |                    |                                     |                          |                                |
|                 |               |               | Юю                  |                    |                                     |                          |                                |
|                 |               |               | Яя                  |                    |                                     |                          |                                |